# Kuczino (obwód wołogodzki)
Kuczino (ros. Кучино) – wieś w Rosji, w rejonie wołogodzkim obwodu wołogodzkiego. W 2010 r. liczyła 7 mieszkańców.
W pobliżu tej wsi był umiejscowiony łagier Perm-36.